# (9310) 1987 SV12
A (9310) 1987 SV12 a Naprendszer kisbolygóövében található aszteroida. Henri Debehogne fedezte fel 1987. szeptember 18-án.